# King Kuduro
 (janvier 2013).
Si vous disposez d'ouvrages ou d'articles de référence ou si vous connaissez des sites web de qualité traitant du thème abordé ici, merci de compléter l'article en donnant les références utiles à sa vérifiabilité et en les liant à la section « Notes et références ».
King Kuduro est un groupe francophone de kuduro créé en 2008 et composé de deux producteurs, Laurent Barbier et Greg B, et du chanteur haïtien Obed.

## Biographie
C'est en décembre 2008 que le groupe voit le jour. Le chanteur Obed devient le leader et représentant officiel du groupe en signant sur le label de Greg B, Mega-prod.
Ils coécrivent le premier titre du groupe, Il Faut Danser, qui restera des semaines au Top 10 des classements clubs (Yacast Club Général), au Top 10 des meilleurs diffusions (Yacast Dance), au Top 10 des clips (Yacast Dance) les plus diffusés en France et également au Top 10 des ventes singles en France (IFOP).
Fin août, ils sortent un titre plus dance, DKLÉ. Il restera également plus de 4 mois au Top 5 des classements clubs (Yacast Club Général), Top 10 des meilleures diffusions (Yacast Dance), Top 10 des clips (Yacast Dance) les plus diffusés en France et au 14e des ventes singles en France (IFOP).
En 2010, ils sortent leur troisième single intitulé Le son qu'il te faut puis en 2012, Balance Avec Moi ; En 2013, Nouveau single Dançar Contigo avec un nouveau chanteur : shad.

### Singles
- 2008 - Il Faut Danser
- 2008 - DKLE
- 2010 - Le son qu'il te faut
- 2010 - Krazy
- 2011 - Viens Danser Avec Moi
- 2011 - Galera (featuring Jessy Matador)
- 2012 - Balance Avec Moi (Featuring Shad)
- 2013 - Dançar Contigo